# Psilopteryx montanus
Psilopteryx montanus är en nattsländeart som beskrevs av Kumanski 1968. Psilopteryx montanus ingår i släktet Psilopteryx och familjen husmasknattsländor. Inga underarter finns listade i Catalogue of Life.